# Hemgölen (Kättilstads socken, Östergötland)
Hemgölen är en sjö i Kinda kommun i Östergötland och ingår i Storån-Botorpsströmmens kustområde.